# Cumberland Presbyterian Church
Cumberland Presbyterian Church ist eine christliche Denomination in den Vereinigten Staaten. Die Kirche gehört zu den reformierten Kirchen des Protestantismus, deren Ursprung bei dem Reformator Johannes Calvin liegt. Nach eigenen Angaben hat sie 70.810 Mitglieder in 709 Gemeinden, von denen 51 außerhalb der Vereinigten Staaten liegen (Stand 2015). Ihr Sitz ist in Cordova (Tennessee).

## Kirchengeschichte
1810 hatte sich die Cumberland Presbyterian Church von der Presbyterian Church (U.S.A.) losgelöst, aufgrund von Streitigkeiten um die Pastorenbildung und -mangel und um die Bewertung des Second Great Awakening. Die Pastoren Samuel McAdow, Finis Ewing und Samuel King reorganisierten die Cumberland-Presbyterianer. 1813 fand die erste Cumberland-Synode statt und 1829 wurde die General Assembly of the Cumberland Presbyterian Church errichtet. 1899 fand die erste Frauenordination statt: Louisa Mariah Layman Woosley. 1906 vereinigten sich größere Teile der Kirche wieder mit der Presbyterian Church.